# Ponikva, Bistrica pri Pliberku
Ponikva (nemško Penk) je naselje v Občini Bistrica pri Pliberku v Okraju Velikovec na Koroškem v Avstriji.